# Eudorylaimus doryuris
Eudorylaimus doryuris är en rundmaskart. Eudorylaimus doryuris ingår i släktet Eudorylaimus, och familjen Qudsianematidae. Arten är reproducerande i Sverige.